# Байзаксор
Байзаксор (каз. Байзақсор) — солёное озеро в Аулиекольском районе Костанайской области Казахстана. Находится в 1 км к югу от села Тимофеевка.
По данным топографической съёмки 1944 года, площадь поверхности озера составляет 4,19 км². Наибольшая длина озера — 3,7 км, наибольшая ширина — 1,5 км. Длина береговой линии составляет 20,1 км, развитие береговой линии — 2,75. Озеро расположено на высоте 198,7 м над уровнем моря.